# Dominique Dunne
Dominique Ellen Dunne (23. november 1959 i Santa Monica - 4. november 1982 i Los Angeles) var en amerikansk skuespiller, der er kendt for sin rolle som Dana Freeling i Poltergeist. Hun medvirkede i flere tv-film og serier i slutningen af 1970'erne og begyndelsen af 1980'erne. Hun var datter af journalist og forfatter Dominick Dunne og søster til skuespilleren Griffin Dunne.
Hun blev myrdet af sin ekskæreste.

## Filmografi (udvalg)
- Poltergeist (1982)
- Fame (tv-serie) (1982)

## Ekstern henvisning
- Dominique Dunne på Internet Movie Database (engelsk)
- Dominique Dunne på Scope
- Dominique Dunne på Svensk Filmdatabas (svensk)
- Dominique Dunne på AlloCiné (fransk)
- Dominique Dunne på AllMovie (engelsk)
- Dominique Dunne på Rotten Tomatoes (engelsk)
- Dominique Dunne på The Movie Database (engelsk)